# Małyszczyn
Małyszczyn [maˈwɨʂt͡ʂɨn] est un village polonais de la gmina de Grodzisk dans le powiat de Siemiatycze et dans la voïvodie de Podlachie. Il se situe à environ 10 kilomètres au nord de Grodzisk, à 29 kilomètres au nord de Siemiatycze et à 59 kilomètres au sud-ouest de Bialystok. 